# Luo Li Rong
Luo Li Rong (Hongqi, 1980; chinês simplificado: 罗丽蓉, pinyin: Luó Lì Róng) é uma artista e escultora chinesa conhecida por suas esculturas feitas principalmente em bronze.

## Biografia
Rong nasceu em 1980 em Hongqi, província de Hunão, China.
Em 1998, Rong entrou na Academia de Artes de Changsha, Hunan e estudou com Xiao Xiao Qiu. De 2000 a 2005 estudou escultura na CAFA (Central Academy of Fine Arts de Pequim, China) com Sun Jia Bo. Em 2005, ela se formou com honras. Enquanto estava na CAFA, Rong participou de vários projetos públicos de escultura, incluindo uma escultura instalada em 2003 no Parque Da Lian para os Jogos Olímpicos de 2008 em Pequim.
Em 2005 Rong viajou para a França e em 2006, ela e seu marido se mudaram para a Bélgica, onde viveram até 2017. Em 2018, Rong abriu a fundição Luo Li Rong em Bolonha, Itália.

## Obras
2016
- Bonheur simple, escultura de bronze
- L'Arrivée du jour, escultura de bronze
- Ligne de ton dos, escultura de bronze
- Je me souviens de toi, escultura de bronze

2017
- L'Arrivée du jour (sans feuille), escultura de bronze
- La mélodie oubliée, escultura de bronze

2018
- Vol Haut, escultura de bronze